# Houses of the Holy
Houses of the Holy es el quinto álbum de la banda británica Led Zeppelin, editado en 1973 por Atlantic Records. 
Este trabajo rompe con la tradición de los discos anteriores al tener un título no homónimo. También marca un cierto distanciamiento con la fuerte vena blues que había impregnado anteriores trabajos, a cambio de abrirse a otros estilos como el reggae o el funk.

## Detalles
Fue producido por Jimmy Page y mezclado por Eddie Kramer.
La grabación tuvo lugar en los Olympic Studios de Barnes, en los Electric Lady Studios de Nueva York, en Headley Grange y en Stargroves, residencia de campo de Mick Jagger por entonces, para lo cual se utilizó nuevamente el Estudio móvil de The Rolling Stones.
La recepción crítica del disco en su momento fue tibia, aunque en reseñas retrospectivas ha sido aclamado e incluido en varias listas de lo mejor del rock, como la lista de los "200 mejores álbumes de la historia del Rock and Roll Hall of Fame" (puesto 51) y los 500 mejores álbumes de todos los tiempos de Rolling Stone de 2020 (puesto 278).
Para promocionarlo, Led Zeppelin editó dos singles: "Over the Hills and Far Away" (N.º 51 en EE. UU.) y "D'yer Mak'er" (N.º 20 en EE. UU., N.º 20 en Nueva Zelanda).
Comercialmente el álbum fue un éxito, llegando al número 1 en Estados Unidos, Canadá, Reino Unido y Australia y el top 10 en Japón y varios países europeos. Vendió más de 10 millones de copias en Estados Unidos solamente (obteniendo la certificación de Diamante en 1999).

## Portada
La banda quería que Houses of the Holy tuviera un diseño impactante, así que recurrieron a Hipgnosis, un colectivo fundado por Storm Thorgerson, autor de la mayoría de las portadas de Pink Floyd (Atom Heart Mother, The Dark Side of the Moon, etc.).  
Las imágenes están inspiradas por la novela Childhood's End de Arthur C. Clarke y están producidas con collages de varias fotos tomadas en la Calzada del Gigante (Condado de Antrim, Irlanda del Norte) por Aubrey Powell. Dos niños modelaron para la sesión, Samantha y Stefan Gates, y sus imágenes fueron multiplicadas once veces para la portada. En 1974 el arte de tapa fue nominado al Grammy en la categoría Mejor Portada e incluido en el N.º 6 en la lista de 50 Greatest Album Covers de VH1 en 2003.

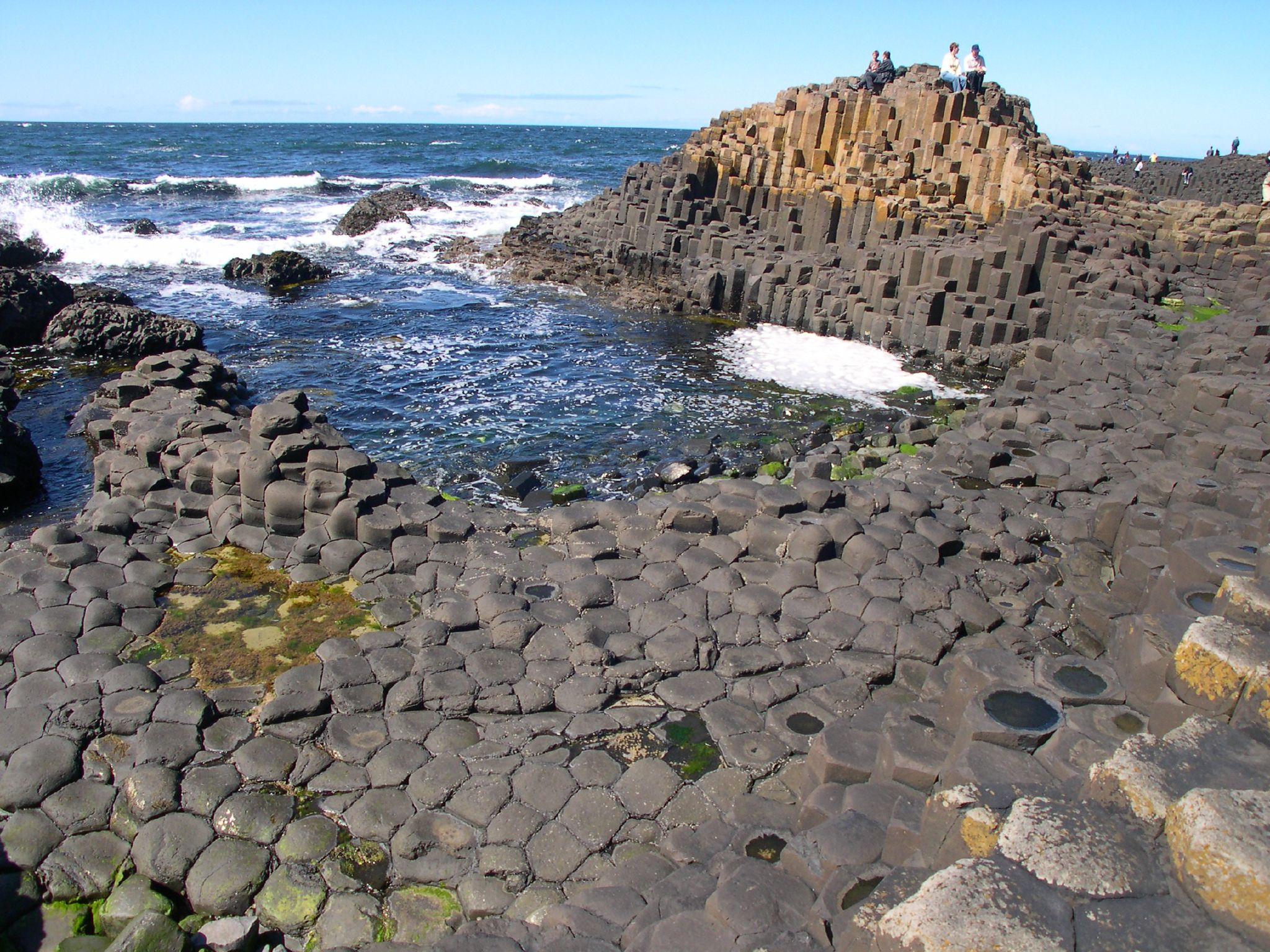
"The Giant's Causeway" (Calzada del Gigante) en Irlanda del Norte, lugar elegido para la foto de tapa.

## Lista de canciones
Lado A
1. "The Song Remains the Same" (Page/Plant) — 5:30
2. "The Rain Song" (Page/Plant) — 7:40
3. "Over the Hills and Far Away" (Page/Plant) — 4:53
4. "The Crunge" (Bonham/Jones/Page/Plant) — 3:20

Lado B
1. "Dancing Days" (Page/Plant) — 3:44
2. "D'yer Mak'er" (Page/Plant/Jones/Bonham) — 4:24
3. "No Quarter" (Page/Plant/Jones) — 7:04
4. "The Ocean" (Page/Plant/Jones/Bonham) — 4:33

## Personal
- Robert Plant - voz, armónica
- Jimmy Page - guitarra acústica, guitarra eléctrica, pedal steel guitar, coros, productor
- John Paul Jones - bajo, órgano, mellotron, coros, piano, sintetizadores, clavecín
- John Bonham - batería, coros

### Personal adicional
- Eddie Kramer - ingeniero, mezclas
- Keith Harwood, George Chkiantz - ingenieros de sonido
- Andy Johns - ingeniero de mezcla en "No Quarter"
- Aubrey Powell - fotógrafo
- Hipgnosis - dirección de arte
- Peter Grant - productor ejecutivo